# Rosko Specman
Rosko Specman, född 28 april 1989, är en sydafrikansk rugbyspelare. Han ingick i det sydafrikanska lag som tog brons i sjumannarugby vid OS 2016 i Rio de Janeiro och vid OS 2024 i Paris.